# Turkoskronad smaragd
Turkoskronad smaragd (Cynanthus doubledayi) är en fågel i familjen kolibrier.

## Utseende
Turkoskronad smaragd är en praktfullt färgad kolibri med mörk stjärt och mestadels röd näbb. På håll kan den verka hel mörk, men i rätt ljus är hanen mestadels gnistrande koboltblå. Honan är mindre färgglad, med sotfärgat gråaktig undersida och tydligt ljust streck bakom ögat.

## Utbredning och systematik
Turkoskronad smaragd förekommer i södra Mexiko. Den behandlades tidigare som underart till brednäbbad smaragd (C. latirostris), men urskiljs numera vanligen som egen art.

## Status
Arten har ett stort utbredningsområde och beståndet anses stabilt. Internationella naturvårdsunionen IUCN listar den därför som livskraftig (LC).

## Namn
Fågelns vetenskapliga artnamn hedrar Henry Doubleday (1808-1875), engelsk affärsman, naturforskare, entomolog och samlare av specimen. Fram tills nyligen kallades den doubledaysmaragd även på svenska, men justerades 2022 till ett enklare och mer informativt namn av BirdLife Sveriges taxonomikommitté.